# Atlético Roraima Clube
L'Atlético Roraima Clube, noto anche come Atlético Roraima, o semplicemente Roraima, è una società calcistica brasiliana con sede nella città di Boa Vista, capitale dello stato del Roraima.

## Storia
L'Atlético Roraima Clube è stato fondato il 1º ottobre 1944. L'Atlético Roraima ha partecipato al Campeonato Brasileiro Série C nel 1995, dove è stato eliminato alla seconda fase dal Nacional-AM. L'Atlético Roraima ha partecipato al Campeonato Brasileiro Série D nel 2009, dove è stato eliminato alla prima fase.

## Palmarès

### Competizioni statali
- Campionato Roraimense: 24

1946, 1948, 1949, 1951, 1954, 1972, 1975, 1976, 1978, 1980, 1981, 1983, 1985, 1987, 1990, 1993, 1995, 1998, 2001, 2002, 2003, 2007, 2008, 2009